# 外立岩治
外立 岩治（はしたて いわじ、1892年（明治25年）2月4日 - 1943年（昭和18年）1月26日）は、大日本帝国陸軍軍人。最終階級は陸軍中将。位階は従四位

## 経歴
熊本県出身。陸軍士官学校第26期、陸軍大学校第37期卒業。1938年（昭和13年）に陸軍歩兵大佐に進級し、1939年（昭和14年）3月に第33師団参謀長となり、日中戦争に出動。同年8月に歩兵第14連隊長に転じ、満州に駐屯した。
1941年（昭和16年）に陸軍少将に進級と同時に第23歩兵団長となる。1942年（昭和17年）には南方軍通信隊司令官に転じ、南方方面に出撃。1943年（昭和18年）1月26日に南方方面で戦死。同日付けで陸軍中将に進級し、特旨をもって位一等追陞された。

## 栄典
位階
- 1943年（昭和18年）1月26日 - 従四位[3]